# Kinetisk energi
Kinetisk energi (av grekiska κίνησις kinesis, ”rörelse”, och ἐνέργεια energeia, ”arbete”), eller rörelseenergi för en kropp, är det mekaniska arbete som krävs för att accelerera en kropp från stillastående till en viss hastighet. Omvänt är det den energi som måste föras bort eller dissiperas för att reducera kroppens hastighet till noll.  

## Allmänt
Den kinetiska energin för en punktformig kropp med massan m och hastigheten v är
{\displaystyle E_{k}={1 \over 2}mv^{2}}
Då rörelsemängden är {\displaystyle \ p=mv} kan vi också skriva
{\displaystyle E_{k}={1 \over 2}mv^{2}={p^{2} \over {2m}}}
Detta är ett resultat som gäller inom den klassiska mekaniken, det vill säga för hastigheter mycket mindre än ljusets hastighet.
Den totala kinetiska energin är bevarad i en elastisk stöt, ett specialfall av energiprincipen. Energiprincipen säger att energi kan inte skapas eller förstöras utan bara omvandlas. Det innebär att om någon form av energi används försvinner den inte utan omvandlas bara till en annan form av energi. Exempelvis omvandlas potentiell energi till kinetisk energi då en kropp tillåts falla fritt från en höjd.  
Förhållandet att rörelseenergin ökar kvadratiskt med hastigheten är ett samband som lärs ut vid utbildning för bilkörkort, då det är väsentligt att som bilförare ha förståelse för att till exempel bromssträckan vid 100 km/h är fyra gånger så lång som vid 50 km/h.

## Kinetisk energi inom klassisk mekanik
Giltigheten för den klassiska mekaniken omfattar de hastigheter som är avsevärt lägre än ljusets hastighet. Inom klassisk mekanik kan man beräkna rörelseenergin genom att ställa upp sambandet (kraften multiplicerad med vägen)
{\displaystyle F\ ds=m{dv \over dt}ds=m\ dv{ds \over dt}=mv\ dv}
och sedan beräkna integralen
{\displaystyle \int Fds=\int mv\ dv={1 \over 2}mv^{2}}
Detta är ett generellt resultat som gäller oberoende av den verkande kraftens natur.
Den uppmätta hastigheten för en kropp beror av den relativa rörelsen mellan observatören och kroppen. Rörelseenergin för en kropp är alltså beroende av den referensram i vilken hastigheten mäts.

### Rotationsenergi
Den kinetiska energin för en kropp som roterar kring en axel genom dess tyngdpunkt med rotationshastigheten {\displaystyle \ \omega }, bestäms av sambandet
{\displaystyle E_{rot}={\frac {I\omega ^{2}}{2}},}
där {\displaystyle \ I} är kroppens tröghetsmoment.

## Kinetisk energi vid relativistiska hastigheter

som funktion av

För att bestämma den kinetiska energin för hastigheter nära ljusets hastighet, krävs ett relativistiskt samband för den totala energin: 
{\displaystyle \ E_{tot}=E_{k}+m_{0}c^{2}=mc^{2},}
det vill säga
{\displaystyle \ E_{k}=(m-m_{0})c^{2}}
där {\displaystyle \ m_{0}} är vilomassan och den relativistiska massan är
{\displaystyle \ m={\frac {m_{0}}{\sqrt {1-\left({v \over c}\right)^{2}}}}=m_{0}\gamma }
Genom till exempel taylorutveckling av {\displaystyle \ (\gamma -1)} och med antagandet att {\displaystyle {v \over c}\ll 1}, går det att visa att formeln approximerar det klassiska uttrycket, det vill säga
{\displaystyle E_{k}=(m-m_{0})c^{2}=m_{0}(\gamma -1)c^{2}\approx {\frac {m_{0}v^{2}}{2}}}